# شوجب أبيض
شوجب أبيض (الاسم العلمي:Premna alba) هو نوع من النباتات يتبع جنس الشوجب من الفصيلة الشفوية.